# Аурора (крстарица)
Аурора (рус. Авро́ра) је руска заштићена крстарица која се тренутно чува као брод музеј у Санкт Петербургу, због своје улоге у отпочињању Октобарске револуције у Русији.

## Руско-јапански рат
Аурора је један од три крстарице класе Палада, изграђене у Санкт Петербургу за службу на далеком истоку (Пацифик). Сви бродови ове класе су служили током Руско-јапанског рата.
Аурора је била део руског 2. пацифичког ескадрона који је чинила углавном Руска балтичка флота, која је послата из Балтичког мора на Пацифик, под командом вицеадмирала Рожественског. На путу за далеки исток, претрпела је мања оштећења од пријатељске ватре у чувеном Халском инциденту.
27 и 28. маја 1905, Аурора је учествовала у бици за Цушиму, заједно са остатком руског ескадрона. Под командом контраадмирала Енквиста, Аурора је успела да избегне уништење за разлику од већине руских пловила, и остале две крстарице које су се пробиле до неутралне Маниле, где су интерниране.
1906, Аурора је враћена у Балтик, где је постала брод за тренинг кадета. Од 1906. до 1912, брод је посетио већи број земаља. Новембра 1911. је био у Бангкоку као део прославе у част крунисања новог краља Сијама.
Аурора је такође учествовала и у међународној операцији помоћи преживелих земљотреса у Месини.

## Октобарска револуција
Током Првог светског рата брод је оперисао у Балтичком мору. 1915, његово наоружање је промењено у четрнаест топова од 152 mm. Крајем 1916, брод је премештен у Санкт Петербург (тада Петроград) због веће поправке. Град је био узаврео од револуционарног узбуђења, и део посаде је учествовао у фебруарској револуцији 1917. На броду је основан револуционарни комитет (Александар Бељшев је изабран за капетана). Већи део посаде се придружио бољшевицима, који су припремали комунистичку револуцију.
25. октобра 1917, одбијање наређења да Аурора исплови, је иницирало Октобарску револуцију. У 21:45 истог дана, плотун (ћорак) је испаљен са брода, што је био сигнал за почетак напада на Зимски дворац, и почетак Октобарске револуције. Посада Ауроре је и сама учествовала у нападу.

## Други светски рат (Велики отаџбински рат)
1922. године, Аурора је враћена у службу као брод за тренинг. Током Другог светског рата, топови су скинути са брода и коришћени за копнену одбрану Лењинграда (Санкт Петербург). Сам брод је био укотвљен у оближњој луци Ломоносов, и више пута бомбардован и гранатиран. 30. септембра 1941, брод је оштећен и потонуо је у луци.
Након обимних поправки од 1945, до 1947, Аурора је за стално усидрена у реци Неви у Санкт Петербургу, као споменик Октобарској револуцији, а 1957. је постала брод-музеј. Од 1984. до 1987, је темељно реконструисана. Од 1956, до данас, више од 28 милиона посетилаца је било на Аурори.
2. новембра 1927, Аурори је додељен Орден црвене заставе за револуционарне заслуге, а 22. фебруара 1968, и Орден Октобарске револуције.